# André Lemoyne
Camille-André Lemoyne (Saint-Jean-d'Angély, 27 de noviembre de 1822 - Ib., 28 de febrero de 1907) fue un poeta y novelista francés.

## Biografía
En 1848 trabajó como abogado en París, y desde 1849 a 1877 para la editorial de la familia Didot, actuando sucesivamente como tipógrafo, corrector y jefe de publicidad. A partir de 1877, se convirtió en el bibliotecario de la Escuela de Artes Decorativas de París.
Como poeta, publicó un total de 10 libros, y apareció en las tres ediciones del "Parnasse contemporain". Alphons Lemerre pubilcaría entre 1883 y 1902 su obra poética completa, y en 1886 sus novelas.
Según el crítico Sainte-Beuve: "Este hombre modesto y meritorio ha dividido su vida en dos partes: una entregada a la necesidad, al trabajo; reservando la otra, secreta e inviolable. En esos seis meses destila una gota de ámbar que se convierte en poesía, y que añade a su tesoro. Las "Roses d'antan" son piezas perfectas llenas de sentimiento y claridad."

## Obras

### Poesía
- Les Roses d'antan (1865)
- Les charmeuses (1867)
- Paysages de mer et fleurs des prés (1876)
- Légendes des bois et chansons marines (1878)
- Oiseaux chanteurs (1882)
- Soirs d'hiver et de printemps (1883)
- Fleurs et ruines (1888)
- Fleurs du soir (1893)
- Chansons des nids et des berceaux (1897)
- La Tour d'Ivoire (1902)

### Novelas y otras obras
- Stella Maris (1860)
- Chemin perdu (1863)
- Les Sauterelles de Jean de Saintonge (1863)

- Une Idylle normande (1874)
- Alise d'Évran (1876)
- Le Moulin des prés (1894)
- La mare aux chevreuils (1902)